# جاج درید
جاج درید (انگلیسی: Judge Dread؛ ‏ ۲ مهٔ ۱۹۴۵ – ۱۳ مارس ۱۹۹۸) خواننده-ترانه‌پرداز، دی‌جی و موسیقی‌دان سبک رگی و اسکا اهل بریتانیا بود. وی نخستین خوانندهٔ سفیدپوست بود که آهنگ رگی پرفروش و محبوب در کشور جامائیکا داشت و بی‌بی‌سی بیش از هر خواننده دیگری، پخش آهنگ‌های او را به دلیل استفاده مکرر از کنایه‌های جنسی و حرف دوپهلو ممنوع کرد. پس از مرگ او، رولینگ استون نوشت: «او در طول ۲۵ سال فعالیت حرفه‌ای خود، چندین میلیون آلبوم فروخت و در زمینهٔ فروش رگی در بریتانیا در دهه ۱۹۷۰ میلادی تنها پس از باب مارلی، رتبه دوم را داشت.»